# Мунар, Хауме
Хауме Антони Мунар Клар (каталанский: [ˈʒawmə muˈnaɾ, -ˈna]; испанский: [ˈɟʝawme muˈnaɾ]; род. 5 мая 1997 года в Сантаньи, Мальорка, Испания) — испанский теннисист; финалист одного юниорского турнира Большого шлема в одиночном разряде (Открытый чемпионат Франции-2014); победитель одного юниорского турнира Большого шлема в парном разряде (Открытый чемпионат Франции-2015); бывшая третья ракетка мира в юниорском рейтинге.

## Общая информация
Отца Хауме зовут Блай; мать — Мария Антония; у него есть сестра — Антония.
Начал играть в теннис в возрасте восьми лет. Любимое покрытие — грунт; любимый турнир — Открытый чемпионат Австралии. Кумирами в мире тенниса в период взросления называет соотечественников Рафаэля Надаля и Давида Феррера.
Имеет прозвище — Джимбо (англ. Jimbo), так как его поведение на корте напоминает Джимми Коннорса. Болельщик футбольного клуба «Барселона»

## Спортивная карьера
Занимал 3-е место в юниорском рейтинге. В 2014 году дошел до финала Открытого чемпионата Франции по теннису среди юношей, где проиграл Андрею Рублеву. Также выиграл юниорский Кубок Дэвиса в 2013 году. В 2015 выиграл Открытый чемпионат Франции среди юношей в парном разряде вместе с Альваро Лопесом Сан-Мартином.
Первую победу в ATP туре одержал на Открытом чемпионате Германии в 2015 году против Гильермо Гарсии Лопеса.
На Открытом чемпионате Франции 2018 года Мунар в первом раунде, проигрывая соотечественнику Давиду Ферреру после двух сетов, выиграл матч, совершив камбэк. Во втором раунде он проиграл Новаку Джоковичу.
В 2018 году участвовал в турнире Итоговом турнире для теннисистов не старше 21 года, где вышел в полуфинал. В матче за 3-е место проиграл Андрею Рублёву.
В 2020 году на Открытом чемпионате Франции в первом круге вёл в матче против Стефаноса Циципаса 2:0 по сетам, но проиграл матч.

## Рейтинг на конец года
| Год  | Одиночный рейтинг | Парный рейтинг |
| 2024 | 62                | 315            |
| 2023 | 86                | 250            |
| 2022 | 58                | 189            |
| 2021 | 77                | 181            |
| 2020 | 110               | 172            |
| 2019 | 86                | 170            |
| 2018 | 81                | 216            |
| 2017 | 184               | 303            |
| 2016 | 292               | 409            |
| 2015 | 440               | 615            |
| 2014 | 957               | 781            |

## Выступления на турнирах

### Финалы турниров ATP в одиночном разряде (1)

#### Поражение (1)
| Легенда                    |
| -------------------------- |
| Турниры Большого шлема (0) |
| Итоговый турнир ATP (0)    |
| Мастерс (0)                |
| АТР 500 (0)                |
| АТР 250 (0)                |

| №  | Дата           | Турнир            | Покрытие | Соперник в финале    | Счёт        |
| 1. | 11 апреля 2021 | Марбелья, Испания | Грунт    | Пабло Карреньо Буста | 1-6 6-2 4-6 |

### Финалы турнировATPв парном разряде (2)

#### Поражения (2)
| №  | Дата            | Турнир                   | Покрытие | Партнёр            | Соперники в финале              | Счёт       |
| 1. | 14 марта 2021   | Сантьяго, Чили           | Грунт    | Федерико Дельбонис | Симоне Болелли Максимо Гонсалес | 6-7(4) 4-6 |
| 2. | 22 февраля 2025 | Рио-де-Жанейро, Бразилия | Грунт    | Педро Мартинес     | Рафаэл Матос Марсело Мело       | 2-6 5-7    |